# Фёдоровка (Новокузнецкий район)
Фёдоровка — посёлок в Новокузнецком районе Кемеровской области. Входит в состав Сосновского сельского поселения.

## География
Центральная часть населённого пункта расположена на высоте 219 м над уровнем моря. Имеется понтонный мост через реку Кондома в посёлок Шушталеп

## Население
| 2010 |
| ---- |
| 127  |

### Половой состав
По данным Всероссийской переписи населения 2010 года, в посёлке Фёдоровка проживало 127 человек (56 мужчин, 71 женщина).